# La càrrega de la Brigada lleugera

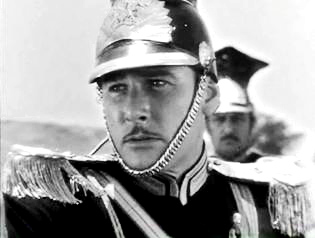
Fotograma d'Errol Flynn en l'escena de la càrrega

La càrrega de la Brigada lleugera (títol original en anglès “The Charge of the Light Brigade”) és pel·lícula d’aventures de la Warner Bros. dirigida per Michael Curtiz i protagonitzada per Errol Flynn i Olivia de Havilland. Inspirada en el poema homònim d’Alfred Tennyson, portada al cinema per Michael Jacoby i Rowland Leigh es va estrenar el 20 d’octubre de 1936. La pel·lícula va tenir tres nominacions als premis Oscar guanyant l'Oscar al millor ajudant de direcció. Està doblada al català.

## Argument
L'any 1854, el capità Geoffrey Vickers i el seu germà, el capità Perry Vickers estan destinats a l'Índia amb el 27è Llancers de l'exèrcit britànic. És durant el període de domini de la Companyia de les Índies Orientals sobre el subcontinent indi. Perry ha traït en secret Geoffrey aconseguint l'amor de la seva promesa Elsa. En una visita oficial al rajà tributari local, Surat Khan, Geoffrey li salva la vida durant una cacera, per la qual cosa el rajà li promet gratitud eterna.
Temps més tard, Geoffrey (ara major) està destinat a la guarnició britànica de Chukoti, juntament amb famílies militars britàniques, dins de la part de la frontera nord-occidental controlada per Surat Khan. Un error de càlcul britànic comporta la retirada prematura de les tropes a Lohora exposant innecessàriament Chukoti. Davant la impossibilitat de defensar-la el coronel britànic Campbell lliura Chukoti a Surat Khan, el qual massacra els habitants, incloses les famílies britàniques. Surat Khan salva el major Vickers i Elsa mentre fugen de la matança i així paga el seu deute amb Geoffrey. Poc després es produeix un contraatac britànic. Surat Khan ha de fugir i s'alia amb la Rússia imperial que havia donat suport a l'atac de Surat Khan als britànics. Els russos, al seu torn, es troben en guerra amb els britànics a Crimea.
El triangle amorós i la recerca de la venjança es resolen a la batalla de Balaclava. Conscient que Surat Khan està inspeccionant les posicions russes davant del 27è Lancers, el major Vickers substitueix en secret les ordres escrites de Sir Charles Macefield al comandant de la Brigada Lleugera, Sir Benjamin Warrenton, en les que li ordenava que es retirés dels alts de Balaclava. En canvi, Vickers ordena el famós atac suïcida perquè els llancers puguin venjar la massacre de Chukoti. Abans de la càrrega, el major Vickers recorda a les tropes la massacre de Chukoti i dirigeix la seva ira: "El nostre objectiu és Surat Khan!" Tot i que el 27è de Llancers i les altres unitats de cavalleria lleugera són massacrats, aconsegueixen trencar amb èxit les posicions de l'artilleria russa. Allà, Vickers troba i mata amb una llança Surat Khan tot i que això li costa la vida.
Més tard, es veu que el major Vickers havia escrit una carta a Sir Charles Macefield explicant la seva actuació, que va obligar a Perry a lliurar sota l'amenaça de cort marcial, estalviant al seu germà una mort gairebé segura durant el càrrec del 27. Després de rebre l'explicació del major Vickers de per què va desafiar les ordres i es va produir l'acusació, Macefield assumeix la responsabilitat i crema la carta per protegir Vickers i per honrar-lo per venjar la massacre de Chukoti.

## Repartiment
- Errol Flynn (major Geoffrey Vickers)

- Olivia de Havilland (Elsa Campbell)

- Patric Knowles (capità Perry Vickers)

- Henry Stephenson (Sir Charles Macefield)

- Nigel Bruce (Sir Benjamin Warrenton)

- Donald Crisp as Colonel Campbell

- David Niven (capità Randall)

- C. Henry Gordon (Surat Khan)

- G. P. Huntley Jr. (major Jowett)

- Robert Barrat (comte Igor Volonoff)

- Spring Byington (Lady Octavia Warrenton)

- E. E. Clive (Sir Humphrey Harcourt)

- J. Carrol Naish (Subahdar-Major Puran Singh)

- Walter Holbrook (corneta Barclay)

- Charles Sedgwick (corneta Pearson)

- Scotty Beckett (Prema Singh)

- Princess Baigum (mare de Prema)

- George Regas (Wazir)

- Helen Sanborn (Mrs. Jowett)

- Holmes Herbert (general O'Neill)

## Producció
Davant del gran èxit que va obtenir la pel·lícula “Lives of a Bengal Lancer” (1935) de la Paramount, la Warner va decidir fer una nova pel·lícula d’aventures ambientades en l’imperi Britànic de temàtica similar. Michel Jacoby havia desenvolupat per a la Warner una història basada en la famosa càrrega que es va produir durant la Guerra de Crimea (1853–56), però el guió final s'acostava més a “Lives of a Bengal Lancer”.
La Warner Bros. volia un repartiment totalment britànic i va seleccionar per als papers protagonistes a Errol Flynn, que havia tingut un gran èxit amb “Captain Blood” (1935), i Olivia de Havilland. Aquesta va ser la segona de les vuit pel·lícules que la parella va protagonitzar. La partitura musical va ser composta per Max Steiner en la seva primera col·laboració per a la Warner i la fotografia va còrrec a càrrec de Sol Polito.
El rodatge va començar l'abril de 1936. Es van rodar escenes a diferents llocs de Califòrnia com Lone Pine, Sherwood Lake, Lasky Mesa, Chatsworth i Sonora. Les muntanyes de Sierra Nevada també van ser utilitzades per a les escenes del pas de Khyber i algunes escenes es van rodar a Mèxic, on hi havia menys restriccions per fer mal als animals durant la producció. El rodatge de la seqüència de la càrrega va provocar que més de 50 cavalls quedessin malferits i molts es van haver de sacrificar. Aquest fet va provocar que Congrés dels Estats Units introduís canvis en la legislació i també l'acció del ASPCA (American Society for the Prevention of Cruelty to Animals) per evitar més crueltat per part de directors i productors de cinema. La pel·lícula va tenir un cost de 1.076.000 dòlars però uns beneficis totals de 2.736.000 dòlars.

## Nominacions als premis Oscar
| Categoria                  | Receptors                               | Resultat  |
| -------------------------- | --------------------------------------- | --------- |
| Millor ajudant de direcció | Jack Sullivan                           | Guanyador |
| Millor so                  | Nathan Levinson                         | Nominat   |
| Millor banda sonora        | Leo F. Forbstein (música de Max Steiner | Nominat   |